# Muchomor grubopochwowy

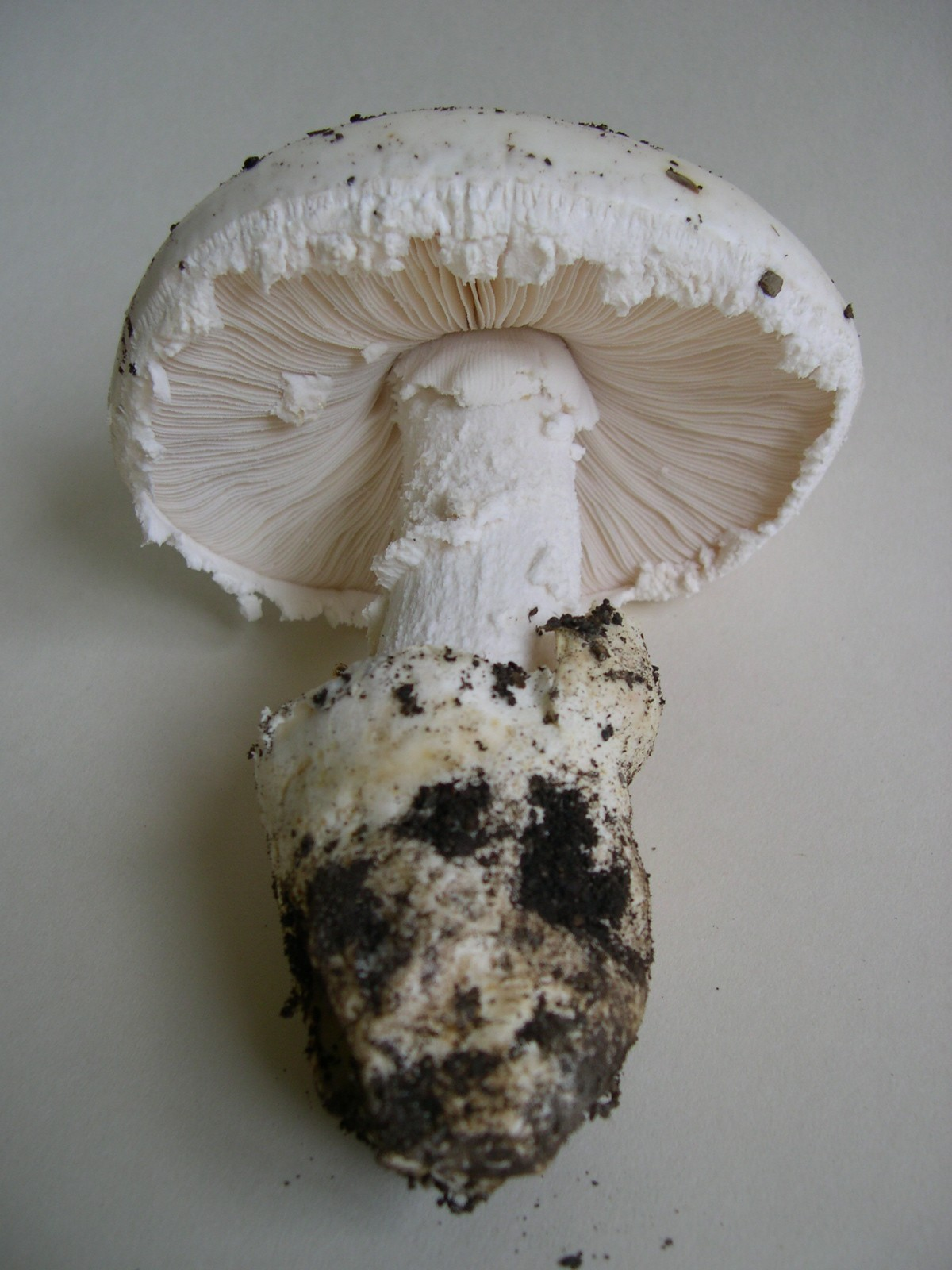

Muchomor grubopochwowy (Amanita ovoidea (Bull.) Link) – gatunek grzybów z rodziny muchomorowatych (Amanitaceae).

## Systematyka i nazewnictwo
Pozycja w klasyfikacji według Index Fungorum: Amanita, Amanitaceae, Agaricales, Agaricomycetidae, Agaricomycetes, Agaricomycotina, Basidiomycota, Fungi.
Po raz pierwszy takson ten zdiagnozował w 1788 r. Jean Baptiste Bulliard nadając mu nazwę Agaricus ovoideus. Obecną, uznaną przez Index Fungorum nazwę nadał mu w 1833 r. Johann Heinrich Friedrich Link, przenosząc go do rodzaju Amanita.
Niektóre synonimy:
- Agaricus ovoideus Bull. 1788
- Agaricus ovoideus var. ovoideus Bull. 1788
- Amanita ovoidea (Bull.) Quél. 1873
- Amidella ovoidea (Bull.) E.-J. Gilbert 1941

Komisja ds. Polskiego Nazewnictwa Grzybów Polskiego Towarzystwa Mykologicznego zarekomendowała używanie nazwy muchomor grubopochwowy w 2025 r.

## Charakterystyka
Występuje w Europie, w lasach mieszanych na glebach wapiennych, jest bardzo rzadki. W wielu rejonach świata gatunek uznawany jest za jadalny i smaczny, znane są jednak przypadki zatrucia, dlatego odradza się jego spożywanie.